# Jacob van Waning (schout)
Jacob van Waning (Rotterdam, gedoopt 25 december 1779 - Bleiswijk, 13 april 1836) was een Nederlandse baljuw, schout, maire, notaris en burgemeester.

## Leven en werk
Van Waning werd in 1779 te Rotterdam geboren als zoon van notaris en procureur Jacob van Waning en van Catharina Claudia Steenlack. Hij werd in 1804 benoemd tot baljuw van de hoge heerlijkheid Bleiswijk en tot schout en secretaris van het ambacht Bleiswijk. Tevens vervulde hij er de functie van notaris. In 1811 werd hij maire van Bleiswijk en van Moerkapelle. In 1817 werden beide gemeenten gescheiden en werd Van Waning schout van Bleiswijk, een functie die in 1825 werd getransformeerd in het ambt van burgemeester.
Jacob van Waning trouwde op 5 juni 1804 met zijn nicht Johanna Claudia Steenlack. Zij overleed op 5 oktober 1810 - 7 maanden zwanger - op 28-jarige leeftijd. Van Waning hertrouwde op 30 april 1813 te Rotterdam met Anna Maria Timmermans (1789-1863). Hij overleed in april 1836 op 56-jarige leeftijd in zijn woonplaats Bleiswijk. Hij werd als burgemeester opgevolgd door zijn zoon Jacob Isaac van Waning. Een andere zoon, Willem van Waning, zou van 1846 tot 1892 burgemeester van Ouderkerk aan den IJssel zijn.